# Norit (bedrijf)

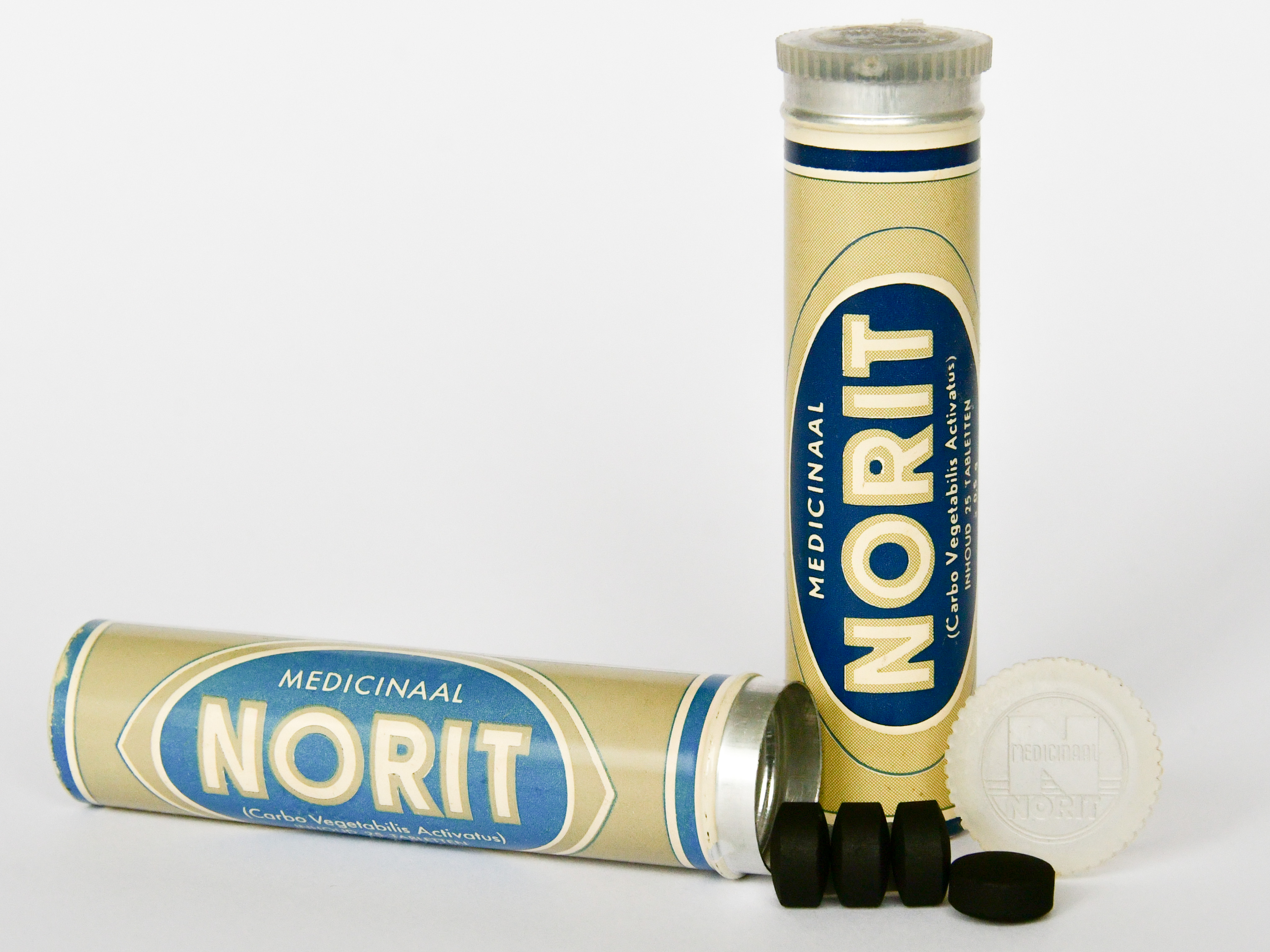
Buisjes en tabletten Norit actieve kool

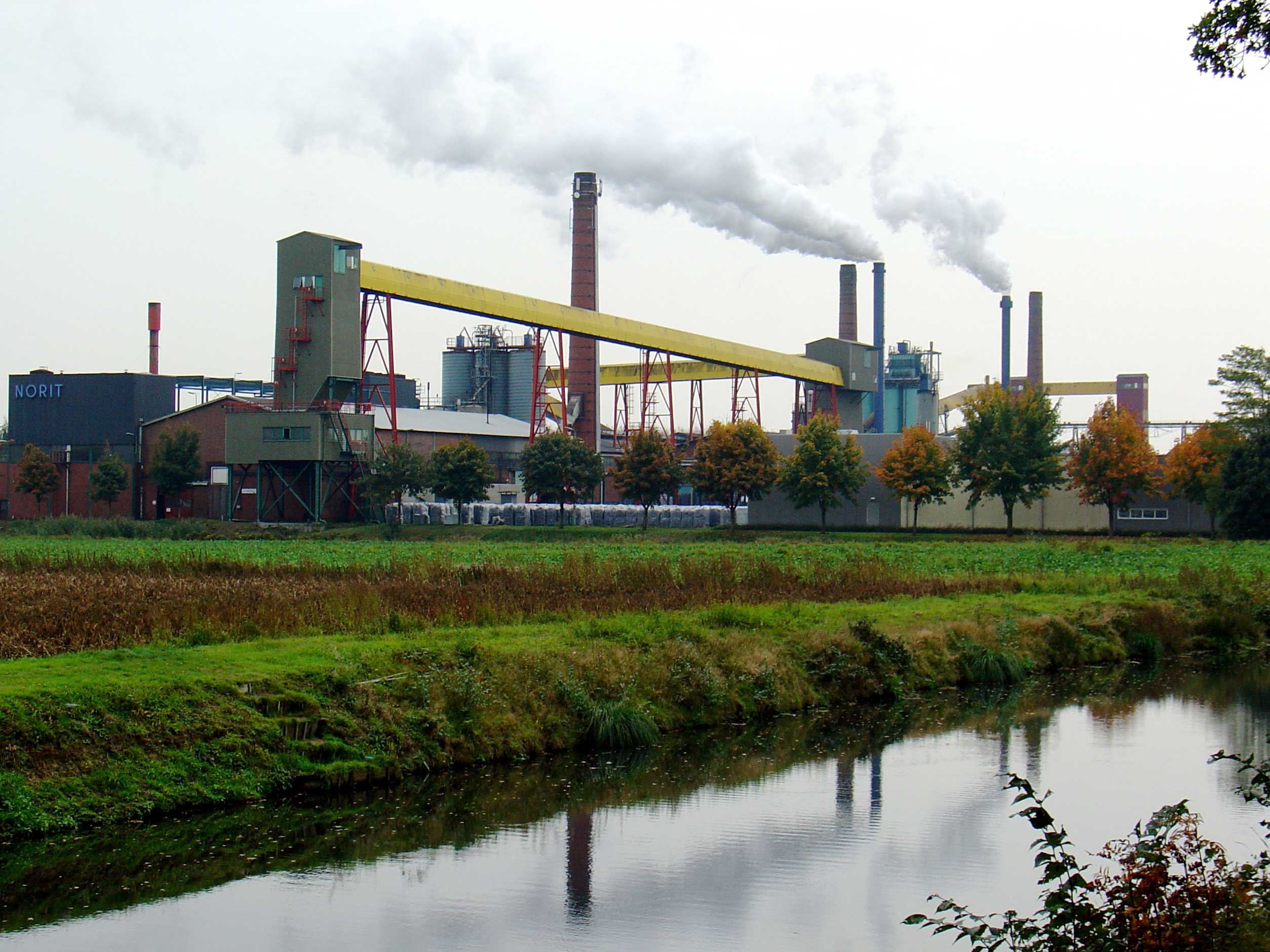
De Noritfabriek in Klazienaveen

Norit Nederland B.V. is een van oorsprong Nederlands bedrijf dat ontstaan is als producent van actieve kool. Het hoofdkantoor is gevestigd in Amersfoort.
Een product van het bedrijf dat bredere bekendheid geniet zijn de zwarte Norit-tabletten tegen vergiftigingen en jeuk.

## Geschiedenis

### Beginjaren
Norit is in 1912 door chemicus Abraham Wijnberg en de koopman Johan Nicolaas Sauer opgericht onder de naam Norit Witsuiker Maatschappij. Dit was een handelsmaatschappij die de licentie had voor het uit het buitenland afkomstige Norit-procedé en bovendien de in Duitsland en Oostenrijk geproduceerde actieve kool verkocht. Dit werd toegepast om sappen van rietsuiker en aanverwante producten van hun kleur te ontdoen. Daartoe werd voordien houtskool aangewend, en sedert 1812 vooral beenzwart. Het Norit-procedé werd in 1909 door Abraham Wijnberg beschreven in zijn proefschrift: Over rietwas en de mogelijkheid zijner technische gewinning. De eerste suikerraffinaderij die deze methode daadwerkelijk toepaste was de Amsterdamse Suikerfabriek De Granaatappel van Spakler en Tetterode.
In 1915 werd de NV Nederlandse Norit Maatschappij Declora opgericht, die tevens een fabriek bouwde voor de vervaardiging van actieve kool op het Hembrugterrein in Zaandam. Deze fabriek begon in 1916 te produceren en had een capaciteit van ongeveer 350 ton/jaar. Aanvankelijk werd houtafval van de Zaanse houtverwerkende industrie gebruikt. Door grondstofschaarste tijdens de Eerste Wereldoorlog ging men weldra over op turf uit Oost-Nederland.
In 1916 werd de NV Chemisch-Technisch Handels- en Adviesbureau opgericht, die de bouw van zuiveringsinstallaties bij suikerfabrieken ondersteunde.
In 1918 werden deze drie firma's samengevoegd tot de NV Algemeene Norit Maatschappij, gevestigd te Amsterdam. In 1920 vroeg deze maatschappij octrooi aan op de fabricage van actieve kool in een continuproces.
In 1921 ontdekte Norit dat door de firma Purit uit Klazienaveen, die was opgericht in 1919 door de NV Veenderij en Turfstrooisel Maatschappij Klazienaveen v/h erven W.A. Scholten, tegen een lagere prijs actieve kool werd aangeboden. Tevens werd duidelijk dat bij de bouw van de ovens van de fabriek van Purit een werknemer betrokken was geweest die ook had meegewerkt aan de bouw van de ovens van Norit. Door het vermoeden van bedrijfsspionage en schending van haar octrooien zocht Norit contact met Purit. De onderhandelingen die hierop volgden, leidden er in 1924 toe dat Norit de fabriek van Purit in Klazienaveen overnam. Door deze overname werd voor Norit de productie van actieve kool de belangrijkste activiteit en niet meer het verkrijgen en het beschermen van octrooien en licenties. Purit had wortels in de veenderij en vervaardigde actieve kool van zwarte turf. Door deze overname ging Norit ook een rol spelen in de verveningen in Zuidoost-Drenthe en ook daarbuiten.
De fabriek in Klazienaveen ging zich toeleggen op de fabricage van poederkool, terwijl de Zaanse fabriek zich meer en meer ging richten op specialiteiten, zoals gasmaskerkool, gasadsorptiekool voor industriële toepassingen en medicinale kool.
Er volgden overnames, namelijk de Chemische Fabrik Jüteborg bij Halle in 1925 en de fabriek Chewesto in het toenmalige Ratibor in 1926, alsmede een fabriek te Stockerau, die vrij snel werd stopgezet. In 1926 was de productiecapaciteit van actieve kool dan ook 3600 ton in Nederland en 2500 ton in Duitsland. Norit was daarmee de grootste producent ter wereld met 80% van de wereldproductie en een marktaandeel van 90% in Europa. In 1927 werden de Duitse fabrieken verkocht aan de in 1856 opgerichte Verein für Chemische Industrie die de gehele Midden-Europese houtskoolproductie beheerste. Dit alles leidde tot tal van juridische procedures waar Sauer een hoofdrol in speelde.
Na diens overlijden op 28 maart 1928 werden de verhoudingen beter. Er kwam een kartel tot stand op 31 december 1929, de Sechsfirmengemeinschaft of Carbo-Norit-Union en de markt werd opgedeeld, waarbij Norit en de Verein samen onder meer een aantal West-Europese landen kregen toebedeeld. Zij verkochten 2218 ton in 1936.
Tijdens de Tweede Wereldoorlog werden de contacten met Engeland en de Verenigde Staten verbroken. Men bezon zich op nieuwe producten, zoals turfcokes voor houtgasgeneratoren, en Norit, bij het inkuilen van gras, als kippen- en varkensvoer en als vulmiddel in voertuigbanden. Ook gasmaskerkool werd aan de Duitsers geleverd. Een verzoek om turfcokes voor Duitse staalhardingsprocessen kon worden gepareerd door slechte proefleveringen te sturen. Op 23 maart 1945 werd de fabriek te Klazienaveen gebombardeerd.

### Na de Tweede Wereldoorlog
Na de bevrijding werd getracht de export weer op gang te brengen en tal van efficiencyverbeteringen en moderniseringen werden doorgevoerd. De fabriek te Klazienaveen werd de grootste poederkoolfabriek ter wereld. In 1974 werd het onderzoeksbureau McKinsey ingeschakeld voor een reorganisatie van het verkoopapparaat. Norit had toen meer dan 50% van de wereldmarkt voor poederkool in handen. Deze maakt 68% van de markt voor actieve kool uit. De overige 32% worden gevormd door korrelkool, waarvan het marktaandeel van Norit slechts 12% was. Veel sectoren, zoals drinkwater-, afvalwater- en luchtzuivering, alsmede sectoren in de chemie, schakelden juist over op korrelkool. Voordeel van korrelkool is namelijk de betere toepasbaarheid in continue processen en de mogelijkheid tot regeneratie en hergebruik ervan. Omschakeling op korrelkool was geboden. Een ander zwak punt was de zwakke positie van Norit in de Verenigde Staten.
In 1975 werd een nieuw hoofdkantoor te Amersfoort geopend. Eind jaren 70 was de wereldconsumptie aan actieve kool ongeveer 250 kton/jaar. Norit was daarvan de grootste exporteur ter wereld.
In 1976 startte de Amerikaanse concurrent Calgon een korrelkoolfabriek in Feluy met een capaciteit van 10 kton/jaar onder de naam Chemviron. Dit bedrijf probeerde de poederkool van de markt te verdringen. In 1978 werd de situatie nog nijpender toen de Amerikaanse fabriek Darco, een dochter van ICI, een capaciteitsuitbreiding voor poederkool met 12 kton/jaar realiseerde. Dit bleek te veel voor de Amerikaanse markt en men dumpte de rest op de Europese markt. Daarnaast bleek de belangrijke klant Bayer, goed voor bijna 2 kton/jaar aan poederkool, een eigen fabriek te willen bouwen. Ten slotte bouwde een nieuw bedrijf, Carborundum, in Oklahoma een fabriek voor 12 kton korrelkool per jaar.
Dit alles noopte Norit tot investeringen, waaronder automatisering van de fabriek in Klazienaveen en de ontwikkeling van gespecialiseerde producten in Zaandam.

### Verenigd Koninkrijk
In 1928 was Norit een van de deelnemers in de toen opgerichte British-Carbo-Union Ltd, die actieve-koolinstallaties op de Britse markt verkocht en vanaf 1934 in West-Thurrock een actieve-koolfabriek bezat. In 1968 werd de Schotse concurrent The Clydesdale Chemical Company overgenomen. Deze fabriceerde sinds 1918 chemisch geactiveerde kool uit zaagsel en houtkrullen. Deze vestiging is in 1980 verplaatst naar Cambuslang in Glasgow en was toen een van de modernste fabrieken ter wereld.

### Verenigde Staten
Vanaf 1933 was de export naar de Verenigde Staten niet meer winstgevend en er werd een fabriek gebouwd in Jacksonville die in 1934 in productie ging. Hier werd actieve kool uit pijnboomstompen vervaardigd. Vanaf 1966 werd deze fabriek gedegradeerd tot een verpakkingsbedrijf voor uit Nederland geïmporteerde basiskolen. De stijgende houtskoolprijs was hier debet aan. In 1985 werd de Amerikaanse concurrent Darco overgenomen. Dit bedrijf had een fabriek te Marshall, die werkte op basis van bruinkool. Deze overname werd een succes.

### Moderne tijd
Tegen het einde van de jaren 80 van de 20e eeuw nam de concurrentie vanuit Oost-Europa en Zuidoost-Azië toe. Met name China leverde producten op basis van hout en steenkool. Speciale producten ondervonden concurrentie van het Amerikaanse bedrijf Calgon Carbon. Norit rationaliseerde, ging geleidelijk over op korrelkoolproductie en nam daartoe in 1996 de vestiging van Elf Atochem in Pryor over. Het product daarvan is op steenkool gebaseerd.
In 1997 werd een groot belang genomen in de Mexicaanse fabriek Clarimex SA de CV, de grootste actieve-poederkoolfabrikant in Latijns-Amerika. In 1998 waren er 1500 medewerkers, waarvan 350 in Groot-Brittannië en 350 in de Verenigde Staten. Op 20 mei 2003 is een nieuwe fabriek naast de bestaande fabriek in Klazienaveen in gebruik genomen.

## Medicinaal Norit
Het bekende merk Norit tegen maag- en darmklachten werd sinds 1922 geproduceerd in IJmuiden en in 1958 verplaatst naar Amersfoort. Vanaf 1959 werd daar ook Norit voor cosmetische toepassingen geproduceerd onder het merk Cosmara. Producten werden vooral aan drogisterijketens geleverd.

## Verdere producten
Het bedrijf is op een breed terrein actief en levert meer dan 400 verschillende actievekoolproducten, voor de water-, dranken-, voedingsmiddelen-, gas-, lucht-, automobiel-, mijnbouw-, chemische en farmaceutische industrie.

## Norit van de beurs
In december 2000 werd Norit van de beurs gehaald na een succesvol bod van nutsbedrijf Nuon. Nuon bood de aandeelhouders een totaalbedrag van 151 miljoen euro. In 2002 werd de strategie van Nuon gewijzigd; het bedrijf wil zich volledig richten op energie en aanverwante producten en diensten in noordwest Europa. Norit paste niet meer in dit kader. Op 16 oktober 2003 maakten Nuon de verkoop van Norit bekend. Gilde Investment Management en Euroland Investments namen het bedrijf over voor 152 miljoen euro. In 2002 behaalde Norit een omzet van 249 miljoen euro en een nettowinst van bijna 14 miljoen euro.
 Medio 2007 verkocht Gilde Investments het meerderheidsbelang van 80% van de aandelen aan het Engelse investeringsfonds Doughty Hanson & Co. De overnamesom werd toen niet bekendgemaakt, maar lag rond de 610 miljoen euro. Euroland Investments behield 20% van de aandelen in Norit. De omzet van Norit lag in 2007 rond de 370 miljoen euro.
In maart 2012 werd bekendgemaakt dat Norit weer naar de beurs gaat. Met een aandelenemissie zou circa 150 miljoen euro worden opgehaald waarmee een deel van schulden zou worden afgelost.

## Norit onder Cabot Corporation
Medio 2012 kwam Norit echter in handen van het Amerikaanse Cabot Corporation. Cabot had hoge verwachtingen van de synergie met haar Carbon Black business, die echter niet werd gerealiseerd. Cabot besloot zich weer to focussen op haar kernactiviteiten 

## Norit onder One Equity Partners
Op 2 maart 2022 werd Norit verkocht aan One Equity Partners.